# Minichamps

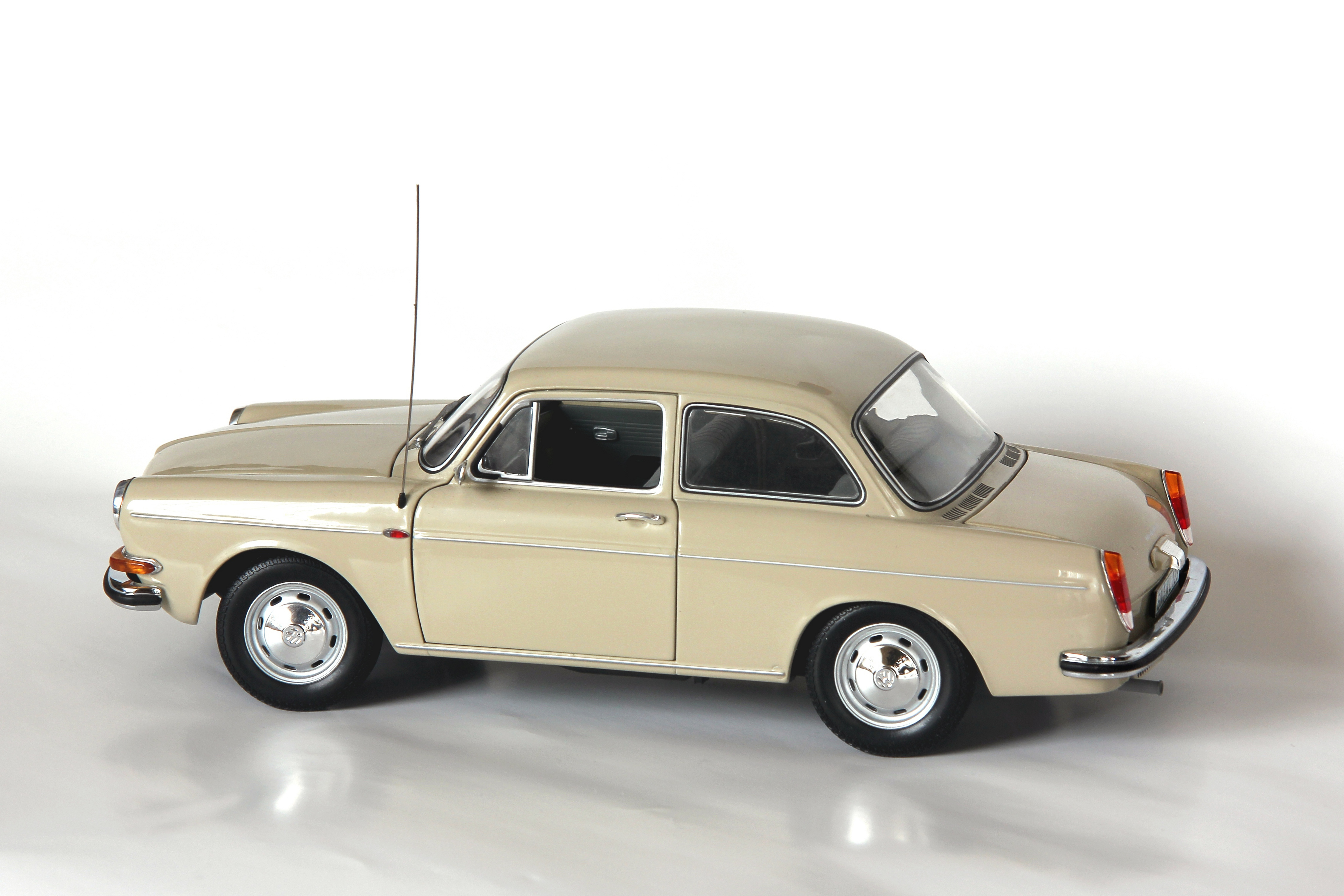
VW 1600, Maßstab 1 : 18

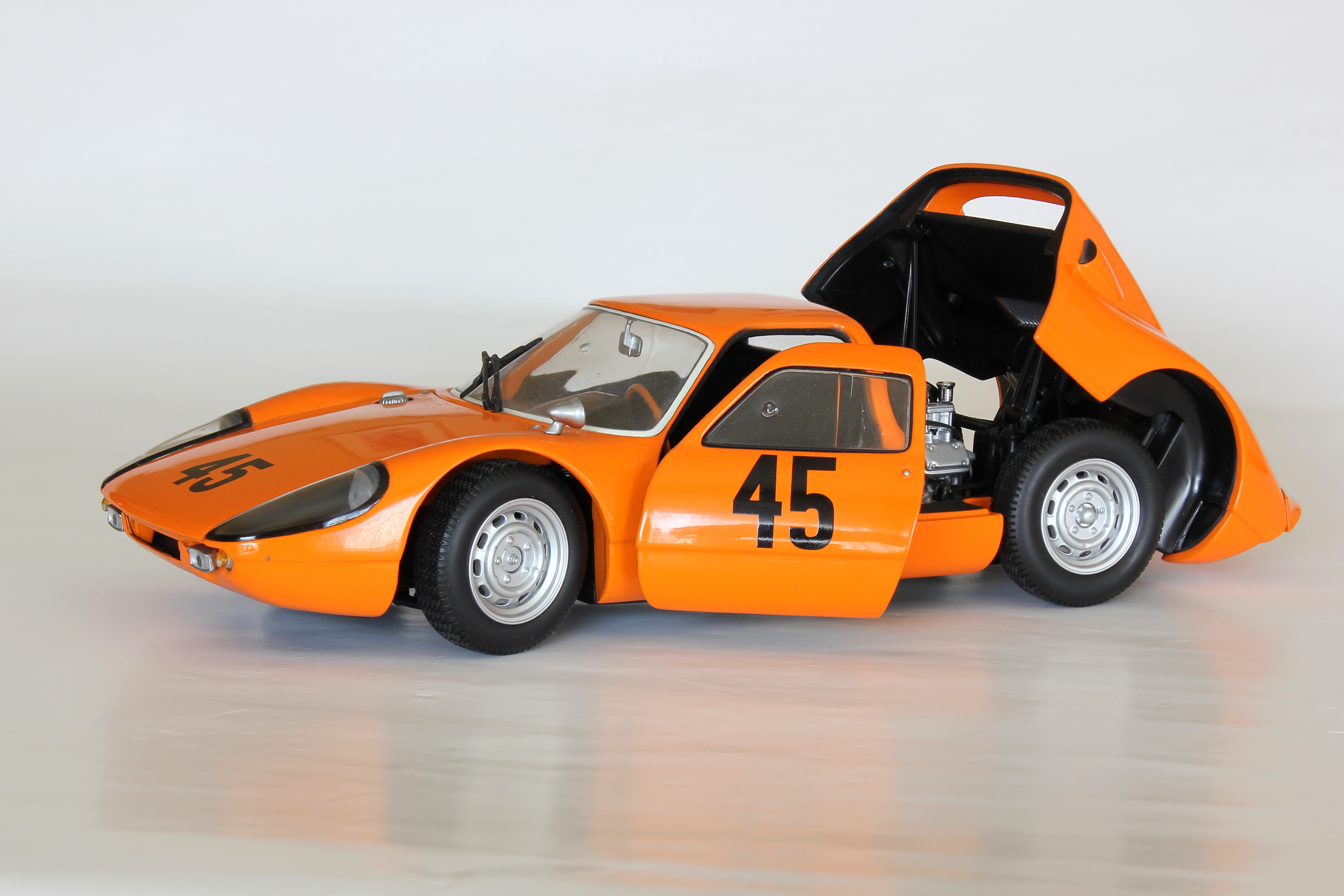
Porsche 904, Maßstab 1 : 18

Minichamps ist ein weltweit vertretener Hersteller von hochwertigen Druckguss-Fahrzeugmodellen für Erwachsene.
Das Unternehmen unterhält seine Zentrale mit F&E, Marketing, Vertrieb und Lager in Aachen und beschäftigt hier 45 Mitarbeiter. Die Produktion findet in China in zertifizierten Betrieben statt, dort sind für die weitgehend in Handarbeit erfolgende Fertigung etwa 3000 Mitarbeiter ausschließlich mit den Produkten des Unternehmens Minichamps beschäftigt. Minichamps war eines der ersten Unternehmen, das nach diesem Verfahren versucht, den Preis für ein handgefertigtes Sammlerstück für den Endkunden in bezahlbaren Grenzen zu halten. Geschäftsführende Gesellschafter sind das Ehepaar Paul G. Lang und Romy Crombach-Lang.
Das Unternehmen wurde als Paul’s Model Art GmbH im Jahr 1990 gegründet und 1996 in den heutigen Namen umbenannt. Das Unternehmen hat mehr als 8000 verschiedene Fahrzeuge als Miniaturen entwickelt und produziert. Die Jahresproduktion beträgt aktuell rund drei Millionen Einheiten. Insgesamt hat Minichamps bislang rund 30 Millionen Modelle hergestellt. Der Marktanteil im verbreiteten Sammlermaßstab 1:43 beträgt rund 60 Prozent. Das Unternehmen erhielt im Jahr 2007 in vier Wertungen der Zeitschrift „Modell Fahrzeug“ einen ersten Preis. Der Vertrieb erfolgt in Deutschland über etwa 1000 Fachhändler.
Zu den Kunden rund um den Globus gehören Prominente aus Rennsport, Industrie und Medien. Einige Automobilhersteller wie Daimler, Audi, Porsche und BMW haben das Unternehmen mit der Produktion von offiziellen Nachbildungen neuer Fahrzeugmodelle beauftragt. Seit Januar 2008 konnten Besucher die Minichamps-Geschichte im unternehmenseigenen Museum in Aachen nachvollziehen. Aktuell ist das Museum jedoch geschlossen.

## Produktprogramm
Das jährlich wechselnde Programm umfasst rund 1200 verschiedene Miniaturen aus den Bereichen Formel 1, Rennsport, Pkw, Lkw, Busse, Transporter, Old- und Youngtimer, Landwirtschafts- und Militärfahrzeuge sowie Motorräder in den Maßstäben 1:2, 1:6, 1:8, 1:12, 1:18, 1:24,1:43 und 1:87.
Jährlich kommen rund 600 Neuheiten hinzu. Die Entwicklung eines Modells im Maßstab 1:43 dauert rund acht Monate, im Maßstab 1:18 auf Grund der höheren Teileanzahl und mehr Funktionen rund ein Jahr. Zeitweise wurden auch unter dem Markennamen Micro Champs Modellserien wie Michael Schumacher oder McLaren im Maßstab 1:64 produziert, die aber mittlerweile wieder eingestellt wurden.
Die Preise einzelner Modelle liegen zwischen 30 und 250 Euro, insbesondere gesuchte und in geringerer Zahl produzierte Fahrzeugmodelle, die als Promotionsprodukte nur an einen kleinen Kundenkreis abgegeben wurden, erzielten in Internet-Versteigerungen schon Preise über 1000 US-Dollar, beispielsweise der McLaren F1 aus einer Werbeaktion der Zigarettenmarke West. Auch das nach Feststellung eines Produktionsfehlers zurückgerufene Modell von Michael Schumachers Benetton B195 erzielte bei derartigen Versteigerungen schon hohe Preise.